# Матьенсо, Хуан де
Матье́нсо де Пера́льта, Хуа́н де, (исп. Juan de Matienzo de Peralta); настоящее имя Хуа́н де Атье́нса; исп. Juan de Atienza; 22 февраля 1520, Вальядолид, Испания — 15 августа 1579, Чукисака, Перу) — испанский и перуанский юрист и экономист, знаток Инкского права и экономики Империи Инков. Автор политико-экономического трактата «Губернаторство Перу», а также разработчик теорий «свободного рынка», «стоимости» и «справедливой цены». Являлся главой королевской аудиенции в Чаркас (Боливия), в подведомственную область которой входил город Потоси — один из крупнейший по численности населения (160000 жителей) город Старого и Нового Света и крупнейший мировой промышленный центр (во времена разработки серебряных рудников в XVI-XVII веках). Выдвинул идею восстановления города Буэнос-Айреса в Рио-де-ла-Плате.

## Биография

### Происхождение
Хуан де Матьенсо родился в семье королевских чиновников: отец — лиценциат Атьенса; о матери известно только её имя — Ана. По истечении десяти лет своей учёбы Хуан получил учёную степень лиценциата права в своём родном городе, в Университете Вальядолида.

### Судебный докладчик
Проработал 17 лет (как и его отец, проработавший 20 лет) в судебном трибунале Вальядолида, где занимал должность докладчика. Матьенсо использовал фамилию Атьенсо до 1559 года.
Написал три книги на латыни по юридическим вопросам. В суде Матьенсо имел возможность познакомиться с различными известными особами, связанными с новым перуанским вице-королевством, такие как: Агустин де Сарате, лиценциат Поло де Ондегардо, губернатор Вака де Кастро, Президент и Епископ дон Педро де Ла Гаска, «умиротворитель» Перу.

### Переезд в Америку
Заинтересовавшись новым королевством, Матьенсо 22 сентября 1558 года получил назначение королевского оидора в только что созданной Аудиенции Чаркаса и Лимы, и президентом первой из них, должность, которую он занял 4 апреля 1561 года в Лиме. 25 января 1560 года он садится на корабль в Санлукар-де-Баррамеда.
В Архиве Индий сохранилась такая запись о его посадке на корабль: «El licenciado Atienza, Oidor de la Audencia de Charcas, natural de Valladolid, hijo del Licenciado Atienza y de doña Ana…, al Perú con su mujer, doña Ana de Toro, hija de Juan de Toro y de Bárbola de Carrión; sus hijos Francisco, doña Agustina y doña Catalina; y sus criados García de Esquivel, natural de Cuevas Rubias, hijo de Juan Esquivel y de María de Cuevas Rubias; Andrés de Atienza, vecino de Valladolid, hijo de Juan de Atienza y de María de Villagarcía; Juan de Toro, vecino de Valladolid, hijo de Juan de Toro y de Bárbola de Carrión ; Francisco Ordas de Mercado, vecino de Valladolid, hijo de Hernando Medina y de Ana Rodríguez; María de Villagrán, vecina de Valladolid, hija de Gonzalo de Mercado, y de María García; Isabel González de Mercado, vecina de Valladolid hija de Luis González de Mercado y de Isabel Núñez. — 25 Ноября».
Добирается до порта Пайта, откуда сушей доезжает до Лимы (5 февраля 1561).

### Деятельность в Перу
Матьенсо занимался судебной деятельностью в период губернаторства вице-королей Конде де Ньева и Франсиско де Толедо. Распоряжения Толедо по всем видам вопросов социального, экономического и организационного плана просуществовали практически неизменными на протяжении почти двух с половиной столетий.
Он объездил многие города Перу, в частности в 1564 году посетил Куско, где предложил свои услуги для проведения переговоров с Инкой Титу Куси Юпанки в Вилькабамбе в апреле и июне 1564 года. Одна из глав его книги как раз описывает эти переговоры.
Губернатор Франсиско де Толедо сделал его своим советником и помощником. В 1571 году он поручил ему посетить город Ла Плата (ныне Сукре).

### Глава крупнейшего промышленного центра мира
Хуан де Матьенсо поселился в городе Ла Плата (позднее назывался Чаркас, ныне Сукре), куда стекались все богатства серебряных приисков, где «в Потоси вещи обычно стоят в четыре раза дороже, чем в Лиме». В 1577 году Толедо назначил его Главным судьёй в Потоси. В 1578 году принимает на себя руководство Аудиенцией в Чаркасе.

### Смерть
В городе Чукисака он и умер в 59 лет, страдая от подагры, простатита, мании величия и бахвальства, но поскольку его не было дома, то для оплаты расходов по погребению пришлось продавать серебряную утварь. Его жена добилась от Короны пенсии в 50 % доходов судейского чиновника, после предоставления информации о его заслугах.

### Семья

#### Жена
Его женой была Ана Торо де Каррион (Ana de Toro y Carrión), дочь Хуана де Торо и Барболы де Каррион. Дата их свадьбы неизвестна.

#### Дети
У Матьенсо было десять детей:
- ♀ Агустина де Матьенсо (Agustina de Matienzo) — р. ~ 1550. В Чукисаке вышла замуж за дона Эрнандо де Агирре, сына знаменитого завоевателя Чили и Тукумана.
- ♀ Каталина де Матьенсо (Catalina de Matienzo) — р. < 1559. Проживала в Чукисака. Вышла замуж за генерала дона Хуана Седано де Ривера (из рода графов де Алькала), завоевателя провинции Чичас[9].
- ♂ Франсиско де Матьенсо (Francisco de Matienzo) — р. < 1559
- ♀ Дочь 4 ? (Matienzo или Atienza) — р. < 1559
- ♀ Дочь 5 ? (Matienzo или Atienza) — р. < 1559
- ♀ Дочь 6 ? (Matienzo или Atienza) — р. < 1559
- ♂ Бернардо де Матьенсо (Bernardo Matienzo) — р. > 1559
- ♂ Гаспар де Матьенсо (Gaspar de Matienzo) — р. > 1559
- ♀ Дочь 9 Matienzo [Atienza] р. > 1559
- ♀ Дочь 10 ? (Matienzo или Atienza) — р. > 1559[8]

## Произведения
Произведения Хуана де Матьенсо могут быть объединены в две большие группы:
- те, что касаются юриспруденции. К ней относятся:
  - манускрипт «Dialogus relatoris et advocati»
  - посмертно изданная в Мадриде книга «Commentaria Ioannis Matienzo Regii senatoris in cancellaria Argentina Regni Peru in librum quintum recollectionis legum Hispaniae. — Mantuae Carpentanae : Excudebat Franciscus Sanctius, 1580. — [75], 486 p. ; 32 cm».
- те, что касаются политики и государственного управления. К этой группе относятся:
  - «Gobierno de Perú» (1567) — трактат о политическом праве, управлении и экономике. К книге также приложен Глоссарий, с 343 записями: где встречаются индейские топонимы на языках кечуа, аймара, пукина; языках Мексики и Антильских островов.
  - «Memorial sobre la estabilidad y expansión de la provincia de los Charcas»
  - «Estilo de Cancillería».
  - «Carta a S.M. del Oidor de Charcas, Lic. J. de M.» — в книге: Relaciones geográficas de Indias. Ministerio de Fomento, Perú. Tomo II, Apéndices, pp XLI-XLVIII. Madrid. 1885.

Именно в своём произведении «Commentaria» Матьенсо излагает главные мысли экономического характера и юридическую трактовку теории Стоимости и Справедливой Цены (у Фомы Аквинского «Справедливая цена» — цена, которая позволяет возместить затраты), учитывающей морально-теологическую составляющую Томаса де Меркадо (экономист и теолог Саламанкской школы). По этой причине Оресте Попеску приписывает ему основание «Школы количественно-экономической мысли» в Чукисака.

## Экономические теории

### Теория Стоимости и Справедливая цена
Хуан де Матьенсо выделил понятие Справедливой цены, основываясь на классических доктринах схоластики относительно «общей оценки» («communiter fungi») на рынке с полной свободой действия. По сути, «правомерную» цену (так называемая «установленная», «твёрдая цена») Матьенсо принимает во внимание в случаях, когда «твёрдая цена» может наносить убытки экономической деятельности. К тому же автор отвергает теорию «стоимость-труд», основанную на издержках производства, утверждая, что вещи не имеют объективной стоимости сами по себе, поскольку существуют другие факторы, определяющие стоимость, такие как: необходимость, полезность, заинтересованность лиц, нехватка товара (дефицит) или простота в его использовании.
Потому Матьенсо склоняется к теории Субъективной стоимости товаров («общая оценка») и проводит различие между изначальной стоимостью (внутренне присущей) и приобретённой стоимостью. Первая выражает саму природу товара — некую «сущностную» стоимость, включающую по этой причине издержки производства. Сюда также включена его полезность. Вторая установлена по «общей оценке» и включает необходимость в товаре и его нехватку.

### Морфология рынка
Его теория субъективизма стоимости приводит к различению элементов спроса и предложения внутри рынка. Матьенсо использует термин «конкуренция», чтобы описать соперничество внутри свободного рынка, в свою очередь дающего определение понятию публичных торгов и соперничества покупателей и продавцов.
Но есть также и другие факторы, кроме спроса и предложения, влияющие на определение справедливой цены, и описывающие столь вариативную морфологию рынка, а именно:
- изобилие или нехватка товаров
- изобилие покупателей и продавцов
- необходимость в каком-нибудь товаре
- работа и издержки производства
- преобразование сырья
- расходы на транспорт и на его износ
- изобилие или нехватка денег
- географические и погодные факторы
- субъективное мнение участников рынка
- наличие или отсутствие монопольных структур
- ожидание будущего состояния всех вышеперечисленных факторов

Исследователь Оресте Попеску (Oreste Popescu) замечает по поводу всего этого списка, извлечённого из трудов Матьенсо, что «Европа даже не была готова плодотворно использовать подобное сокровище знаний».